# Andy Kirk
Andrew Dewey (Andy) Kirk (Newport, 28 mei 1898 - New York, 11 december 1992) was een Amerikaanse jazz-saxofonist, tuba-speler en bigband-leider uit het swing-tijdperk. Hij is bekend als leider van de Twelve Clouds of Joy.
Kirk groeide op in Denver, waar hij les kreeg van de vader van Paul Whiteman, Wilberforce Whiteman. Hij begon zijn muzikale loopbaan als bassaxofonist en tubaspeler bij de band van George Morrison. Daarna werd hij lid van Terrence Holders Dark Clouds of Joy. In 1929 werd hij, na het vertrek van Holder, de nieuwe leider van deze groep. De band werd herdoopt in Twelve Clouds of Joy en speelde daarna in een ballroom in Kansas. Ook maakte het gezelschap dat jaar voor het eerst opnames voor Brunswick, met pianiste Mary Lou Williams. De pianiste, vrouw van Kirks saxofonist John Williams, maakte indruk maakte en werd vanaf 1931 officieel lid van de band, waar ze tot 1942 zou spelen. Haar inbreng, composities en arrangementen, was zeer belangrijk voor het orkest en droeg mede bij aan zijn succes. 
Twelve Clouds of Joy was na de band van Bennie Moten de tweede groep uit Kansas die nationale bekendheid kreeg. Het orkest toerde regelmatig aan de west- en oostkust en had in 1936 een eerste grote hit met Until the Real Thing Comes Along, met zang van Pha Terrell. Daarna volgden verschillende andere hits. Zo haalde I Won't Tell You (I Love You) in 1938 de eerste plaats en in 1940 kwam Now I Lay Me Down to Dream terecht op nummer 19. In 1942 nam Kirk en zijn groep Take It and Git op, dat in oktober de eerste nummer één werd in de nieuwe Harlem Hit Parade. In 1943 haalde de band de vierde plaats met de plaat Hey Lawdy Mama, gezongen door June Richmond.
Bij Twelve Clouds of Joy speelden voor korte of langere tijd bekende jazzmuzikanten, zoals de saxofonisten Ben Webster, Don Byas, Dick Wilson, Buddy Tate en Charlie Parker, en de trompettisten Fats Navarro en Harold Shorty Baker. 
In 1945 vond een opnamesessie met gospelgroep The Jubalaires plaats. In 1948 doekte Kirk het orkest op. Hij maakte daarna nog wel muziek: hij had in het begin van de jaren vijftig een band en in de jaren zeventig leidde hij af en toe een groep. Uiteindelijk zocht hij zijn fortuin buiten de muziek: hij werkte in het hotelmanagement en was actief in de onroerend goed-sector.

## Discografie (selectie)
- Andy Kirk 1929-1931, Classics
- Andy Kirk 1936-1937, Classics
- Andy Kirk 1937-1938, Classics
- Andy Kirk 1938, Classics
- Andy Kirk 1939-1940, Classics
- Andy Kirk 1940-1942, Classics
- The Twelve Clouds of Joy with Mary Lou Williams (compilatie), Living Era
- Clouds from the Southwest, RCA, 1956
- A Mellow Bit of Rhythm, RCA, 1957
- New Orleans Jump, Sounds of Yester Year

- Bibliothèque nationale de France: cb138960170 (data)
- Gemeinsame Normdatei: 118948903
- International Standard Name Identifier: 0000 0001 1466 1369
- Library of Congress Control Number: n87135528
- Nationale Bibliotheek van Letland: 000070127
- MusicBrainz: ad248993-817e-4e86-a267-000b19b8820c
- Nationale Bibliotheek van Tsjechië: ola2002157345
- Nationale Bibliotheek van Israël: 987007408553605171
- Istituto Centrale per il Catalogo Unico: DDSV010551
- SNAC: w68d0fps
- Système universitaire de documentation: 15650569X
- Virtual International Authority File: 2656663
- WorldCat: E39PBJycJWrv44WWTyHqKrCfbd